# CH-53K (航空機)
CH-53K キングスタリオン
- 用途：大型輸送ヘリコプター
- 製造者：シコルスキー・エアクラフト社
- 運用者： アメリカ合衆国（アメリカ海兵隊）
- 初飛行：2015年10月27日[1]
- 生産数：19機（生産継続中）
- 運用状況：運用中
- ユニットコスト：1億2,800万USドル
- 原型機：CH-53E スーパースタリオン

CH-53Kは、シコルスキー・エアクラフト社がCH-53Eをベースに開発した大型輸送ヘリコプター。愛称はキングスタリオン（King Stallion）。2015年初飛行。アメリカ海兵隊では、200機の導入を目指している。

## 概要
CH-53Eは、1981年からアメリカ海兵隊・アメリカ海軍で運用されてきたが、老朽化のため2009年から順次退役が始まった。その後継としてHLR（Heavy Lift Replacement）計画で配備が決まったのがCH-53Kである。
当初はCH-53Eを近代化改修で機齢を延伸する案が出ていたが、飛行時間あたりのコストと整備時間が初期の数倍に膨れ上がり問題の解決につながらないことから採用は見送らた。代わりにCH-53Eの大規模発展型の新造が決定し、シコルスキーの下請け契約先として、GKN、EDO Corporation、ロックウェル・コリンズ（ロックウェル・インターナショナルの後身会社の1つ）、Sanmina、スピリット・エアロシステムの5社が開発に加わる事が発表された。
主な改良点として
- GE製GE38-1B（アメリカ軍識別符号:T408-GE-400）ターボシャフトエンジンの搭載による出力向上
- コックピットのグラスコックピット化
- 機体の大型化（貨物室が15%ほど拡張され。ハンヴィーが機内に搭載可能となる）
- 最大搭載可能重量の増加

が挙げられる。
2018年には初期作戦能力の獲得が予定されている。作戦配備後は、小型ヘリコプターのUH-1Y ヴェノム、中型ティルトローターのMV-22B オスプレイと共に、大型輸送ヘリコプターとして配備される。

## 開発
CH-53系列の最初の機体は1964年に初飛行したYCH-53Aであり、これはCH-53Aシースタリオンに発展アメリカ海兵隊に配備された。改良型のCH－53D等を経て1981年からは機体を大幅に大型化、ブレードを1枚追加、エンジンも1基追加し3基としたCH-53Eスーパースタリオンの配備が開始された。CH-53Eの老朽化に伴い、アメリカ海兵隊ではその改修を目論んだが後に中止された。仮称CH-53Xと呼ばれていた新しいモデルの提案を受け、2006年4月にアメリカ海兵隊は188億ドルで156機の"CH-53K"ヘリコプターの契約（2021年までに納入予定）を締結した。アメリカ海兵隊のCH-53Eは2011年から2012年頃に構造寿命に達しはじめる見込みであり2009年には退役を開始する予定であった。2007年8月に、海兵隊は発注機数を変更し、初飛行は2011年11月初期作戦能力獲得は2015年頃を計画していた。
この予定はだいぶ遅れ初飛行は2015年10月27日に行われた。海兵隊への最初の機体の納入は2018年5月18日である。

## 運用国
アメリカ合衆国
アメリカ海兵隊が200機のCH-53Kを導入する予定。2018年5月16日に最初の機体が納入され、2022年4月22日に初期運用能力が宣言された。

### 採用検討国
イスラエル
イスラエル空軍はS-65C-3"Yasur"の後継機として、CH-53Kに関心を示している。"Yasur"の後継機は約20機の発注が予定されており、シコルスキー・エアクラフトのCH-53Kと、ボーイングのCH-47Fが競合している。イスラエル国防省は、2021年2月にCH-53Kの採用を発表した。
 日本
日本もCH-53Kに関心を示している。2023年3月15日から17日に、日本の幕張メッセで開催された「DSEI Japan 2023」では、ロッキード・マーティンのブースにCH-53Kの模型が展示されていた。

### 過去に検討された国家
ドイツ
ドイツ国防省はドイツ空軍のCH-53Gの後継機の調達を決定し、シコルスキー・エアクラフトはCH-53KをボーイングはCH-47Fを提案した。比較検討の結果2022年6月1日ドイツ国防省はCH-47Fの採用を明らかにした。

## 性能諸元
- 乗員: 5名
- 全長: 30.2m (メインおよびテールローターを含む)
- 全幅: 5.33m (メインローター含まず)
- 全高:8.46m
- メインローター直径：24.1m
- エンジン：ゼネラル・エレクトリック T408-GE-400(GE38-1B)（7,500shp（5,600kW）×3
- 空虚重量: 19,903kg (43,878lb)
- 最大離陸重量: 
  - 39,916kg (88,000lb) 機外積載の場合
  - 33,566kg (74,000lb) 機内積載の場合
- 貨物室寸法：9.14m×2.62m×1.98m
- 巡行速度: 170kn（315km/h）
- 上昇率(海面上): 664m/m
- 上昇限界高度: 14,400ft
- 作戦行動半径: 200km
- 最大航続距離：841km
- 武装：XM218、M3M/GAU-21（12.7x99mm NATO弾）